# Asianet Movies
Asianet Movies es un canal de televisión que transmite películas las 24 horas del día en el idioma Malayalam y pertenece a Asianet Communications Limited, fue lanzado el 15 de julio de 2012. Es el primer canal de televisión del satélite para películas en el idioma Malayalam. El canal comenzó a transmitir películas en Tamil e Hindi en los fines de semana, Star Group también posee los derechos de películas en otras lenguas. Un canal dedicado a películas en Malayalam se lanzó muy tarde comparado a otras lenguas del sur, incluso aunque la mayoría del Keralites les gusta mirar sus películas favoritas en la televisión. Pronto después de Sun TV, también lanzó su canal de películas, cambiando su canal de música Kiran TV para mostrar solo películas.
Thiruvananthapuram-based Asianet Communications Limited (ACL) es dirigido por STAR India. La huella del canal abierto que comenzó su prueba de funcionamiento el 1 de julio de 2012 incluye la India, el Golfo y otros países de la región. En Kerala, el canal está disponible a través de los principales operadores de televisión por cable, incluyendo ACV y KeralaVision, así como en las principales plataformas de DTH. Asianet Movies transmite no solo películas en Malayalam, sino también películas de éxito en los idiomas Tamil e Hindi.
La película inaugural del canal fue Spanish Masala (2012), dirigida por Lal José y protagonizada por Dileep.

## Detalles técnicos
- Satélite: ES-6
- Ubicación orbital: 66 Este de Grados
- Downlink Pol: Horizontal
- Downlink Frecuencia: 4006 MHz
- Velocidad de símbolo: 144001 Ksps
- Cargador: DVB-S3
- Modulación: 8 PSK; FEC: 3/5

## Disponibilidad
- Airtel Digital TV: Canal 820
- Asianet Digital TV: Canal 140
- Dish TV: Canal 714
- HATHWAY: Canal 236
- Kerala Visión Digital TV: Canal 16
- Reliance Digital TV: Canal 874
- Sun Direct: Canal 229
- Videocon D2H: Canal 860
- Yes Digital TV: Canal 209